# Nematocharax venustus
Nematocharax venustus ist eine südamerikanische Fischart aus der Salmlerfamilie Acestrorhamphidae, die im östlichen Brasilien in Küstenflüssen des atlantischen Regenwalds vorkommt.

## Merkmale
Nematocharax venustus erreicht eine Maximallänge von etwas mehr als fünf Zentimeter und hat einen mäßig hochrückigen Körper. Die Grundfärbung ist silbrig mit einem hell rosafarbenen und grünen Schimmer. Der Rücken ist hellbraun, die Kopfoberseite dunkelbraun. Rückenflosse und Fettflosse, sowie die Bauchflossen sind hell rosa, die Schwanzflosse ist gelblich. Die Brustflossen sind transparent. Die Augen sind silbrig mit einem oben liegenden rötlichen Fleck in der Iris. Die ersten Flossenstrahlen der Rückenflosse, der Afterflosse und der Bauchflossen sind verzweigt und lang ausgezogen. Dieses Merkmal ist bei den Männchen sehr viel deutlicher ausgeprägt als bei den Weibchen. Die Seitenlinie ist vollständig. Auf der Prämaxillare befinden sich zwei Zahnreihen, auf der Maxillare befindet sich eine Zahnreihe, die sich fast über ihre gesamte Länge erstreckt.
- Flossenformel: Dorsale 9–10, Anale 22–26, Pectorale 12–14, Ventrale 6–8, Caudale 17.[1]

## Systematik
Nematocharax insignis wurde 1986 durch den Ichthyologen Stanley H. Weitzman und zwei Mitarbeiter erstbeschrieben.
2013 wurde mit Nematocharax costai eine weitere Art der Gattung beschrieben, was sich jedoch als Synonmbeschreibung herausstellte. Die Gattung Nematocharax ist damit monotypisch. Nematocharax gehört zur Salmlerfamilie Acestrorhamphidae und zur Unterfamilie Stichonodontinae, zu der auch die Gattungen Hasemania und Stichonodon, sowie einzelne Arten aus den nicht monophyletischen Gattungen Hemigrammus, Hyphessobrycon und Moenkhausia gehören.